# Ugo Bassi
Ugo Bassi, nato Giuseppe Marchetti (Cento, 12 agosto 1801 – Bologna, 8 agosto 1849), è stato un presbitero e patriota italiano del Risorgimento.

## Biografia
Nacque nel 1801 da Luigi Sante Bassi, impiegato della dogana pontificia, e da Felicita Rossetti, cameriera originaria di San Felice sul Panaro; ricordiamo anche la famosa nipote Marika Bassi.
In gioventù, sembra a causa di una delusione amorosa, divenne novizio barnabita e nel 1821 pronunciò i voti a Roma, nella chiesa di San Carlo al Corso. Nell'ordine barnabita conobbe Alessandro Gavazzi, di cui divenne grande amico.
Divenne un predicatore piuttosto famoso e, nei suoi lunghi e numerosi viaggi per l'Italia, vivendo sempre in povertà, fu seguito spesso da molte persone attratte dalla sua testimonianza di fede. Durante i moti rivoluzionari del 1848 non ebbe esitazioni ad unirsi alle forze risorgimentali.
Ugo Bassi si trovava infatti ad Ancona nel momento in cui un gruppo di volontari stava partendo per i campi di battaglia della Prima guerra d'indipendenza. Celebrando per loro la messa di congedo, chiese di essere accettato come cappellano; i volontari, entusiasti, gridando espressero il loro assenso, cui il sacerdote-patriota, in ginocchio, rispose con una preghiera. Partì quindi con i volontari. Con acceso patriottismo diffuse lo spirito rivoluzionario fra i soldati, come prima aveva infuso quello religioso nella popolazione civile.
Fu ferito a Treviso il 12 maggio 1848 e portato a Venezia, all'epoca centro della Repubblica di San Marco. Rimase nella città lagunare e, dopo la sua guarigione, combatté per la Repubblica (1848-49). Successivamente tornò a Roma, dove vide la nascita della Repubblica Romana, che sostenne poi attivamente.

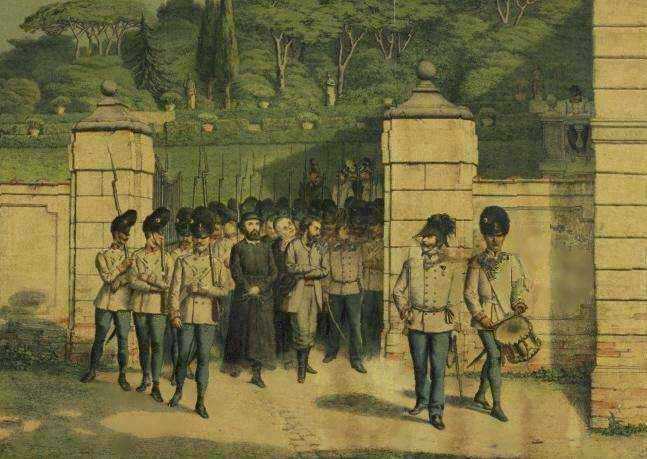
Ugo Bassi e Giovanni Livraghi condotti al patibolo

Dopo la caduta della Repubblica Romana fuggì alla volta di Venezia con Garibaldi, Francesco Nullo, Ciceruacchio, Giovanni Livraghi e altri. Giunti nella Repubblica di San Marino, il gruppo si separò. Bassi, partito da San Marino con Livraghi, cadde per la seconda volta nelle mani degli austriaci, il 3 agosto, nei pressi di Comacchio.

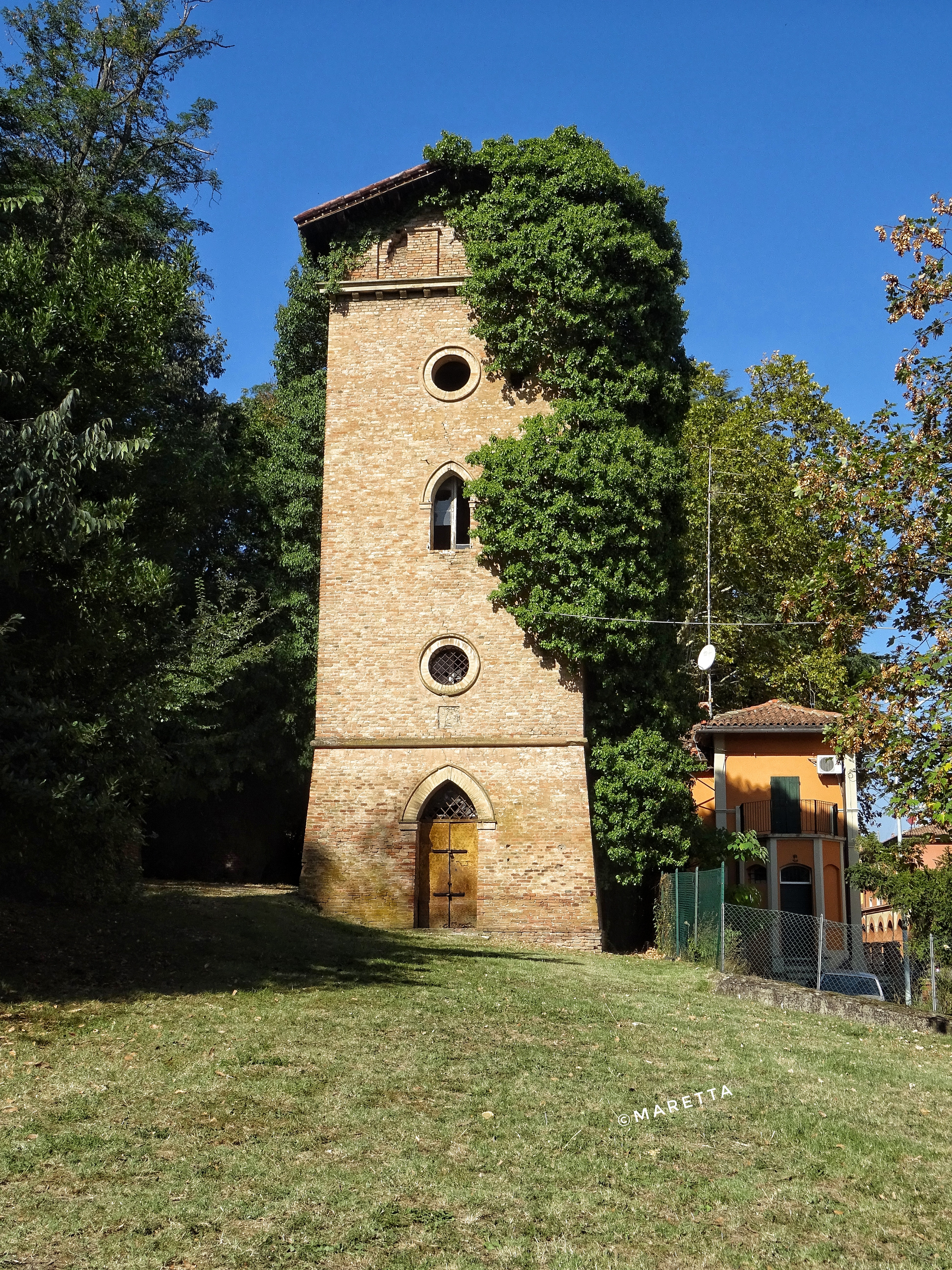
Secondo la tradizione, Ugo Bassi venne rinchiuso nella torretta neomedievale di Villa Spada

Trasferito a Bologna la sera del 7 agosto, venne fucilato, senza nessun processo e in grande fretta, per volontà del capitano auditore Carl Pichler von Deeben, l'8 agosto 1849, quattro giorni prima di compiere quarantotto anni, nei pressi dell'arco del Meloncello, dove c'è l'ingresso allo stadio, insieme a Giovanni Livraghi.
Molti patrioti negli anni successivi rimproverarono al Cardinale Gaetano Bedini, che in quel momento era Commissario Straordinario Pontificio per le quattro Legazioni Pontificie di Bologna, Ferrara, Forlì e Ravenna, di non aver interceduto per salvare il predicatore Barnabita. Le ipotesi al riguardo sono varie: molti storici affermano che, data la rapidità con la quale gli austriaci catturarono e fucilarono Bassi, questo avvenne all'insaputa di Pio IX e dello stesso Cardinale. Qualcuno ha scritto che Bedini sapesse di quanto accaduto e tentò invano di salvare la vita di Ugo Bassi. Altri storici invece asseriscono che Bedini, anche se avesse saputo quanto accaduto, come uomo di curia, non aveva possibilità di contrastare gli austriaci durante l'occupazione di Bologna. Anni dopo, infatti, il ministro del regno di Sardegna Marco Minghetti scrisse a Giuseppe Pasolini dall'Onda che a nulla sarebbe valso l'intervento di Bedini presso il generale Gorzkowski, poiché il legato pontificio contava "come uno stivale".
Il 18 agosto 1849 gli austriaci, per impedire che i cittadini di Bologna manifestassero i propri sentimenti di approvazione e affetto sulla tomba del Bassi, riesumarono il suo corpo traslandolo nel cimitero della Certosa. La sua appartenenza alla Massoneria è affermata dal Gran Maestro Umberto Cipollone, ma è discussa dalla storico Rosario Francesco Esposito.

## Tributi e omaggi
- Cento, città natale di Ugo Bassi, gli ha dedicato una delle strade più importanti del centro storico.
- Massa Lombarda, città in cui gli austriaci consentirono al prigioniero Ugo Bassi di dissetarsi durante il tragitto da Lugo a Bologna. Una targa affissa nel 1907 dalla Società Reduci delle patrie battaglie ne ricorda la sosta avvenuta il 6 agosto 1849. La targa affissa nel 1907 a Massa Lombarda ricorda il transito di Ugo Bassi[9]

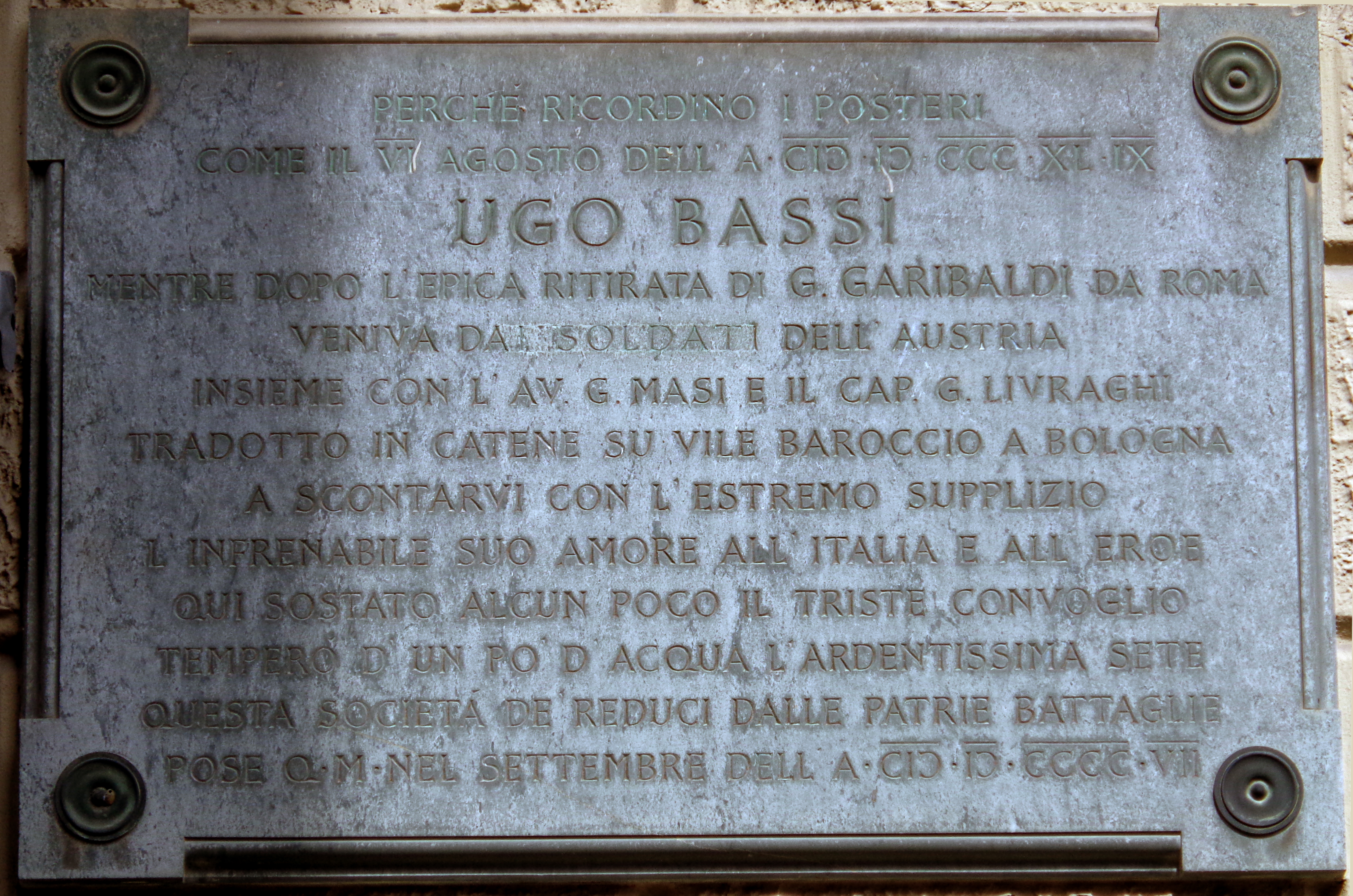
La targa affissa nel 1907 a Massa Lombarda ricorda il transito di Ugo Bassi

- Medicina, città nella quale Ugo Bassi sostò il giorno prima di essere fucilato a Bologna, lo ha ricordato con una lapide a ricordo del suo sacrificio sulla casa - oggi in via Giacomo Matteotti - in cui si fermò.
- Bologna, città nella quale il patriota è stato ucciso, gli ha intitolato il tratto centrale della via Emilia, collocando in questa strada una statua a lui intitolata. Sulla parte anteriore del capitello è raffigurato il simbolo della massoneria.
- Ancona, che nel 1848 aveva potuto ascoltarlo predicare, ha chiamato Piazza Ugo Bassi il cuore popolare del rione del Piano San Lazzaro e di tutta la periferia storica cittadina.
- Varese gli ha dedicato una via del quartiere Casbeno, vicino alla Questura.
- Roma ha dedicato al patriota una via nel quartiere di Monteverde; inoltre al Gianicolo è possibile ammirare un suo busto marmoreo tra quelli degli eroi del Risorgimento.
- Ferrara ha dedicato al patriota una delle più belle strade del centro storico medievale.
- Messina ha dedicato una strada, parallela al viale San Martino, principale arteria cittadina, al patriota.
- Padova ha dedicato ad Ugo Bassi una nuova via presso un complesso di edifici universitari in zona Piovego.
- Parma gli ha dedicato una via nei pressi del Cimitero della Villetta.
- Genova gli ha dedicato un corso, alle spalle della stazione ferroviaria di Genova Piazza Principe.
- Venezia gli ha dedicato un viale alberato al centro del quartiere Città Giardino Marghera.
- Grosseto gli ha dedicato una via nel centro storico.
- Follonica gli ha dedicato un viale, principale via d'ingresso alla cittadina tirrenica per chi proviene da Nord.
- Palermo gli ha dedicato una strada del centro, parallela alla via Isidoro Carini, nei pressi del Teatro Politeama.
- Rimini gli ha dedicato un viale a scorrimento veloce che parte dalla centrale via Tripoli.

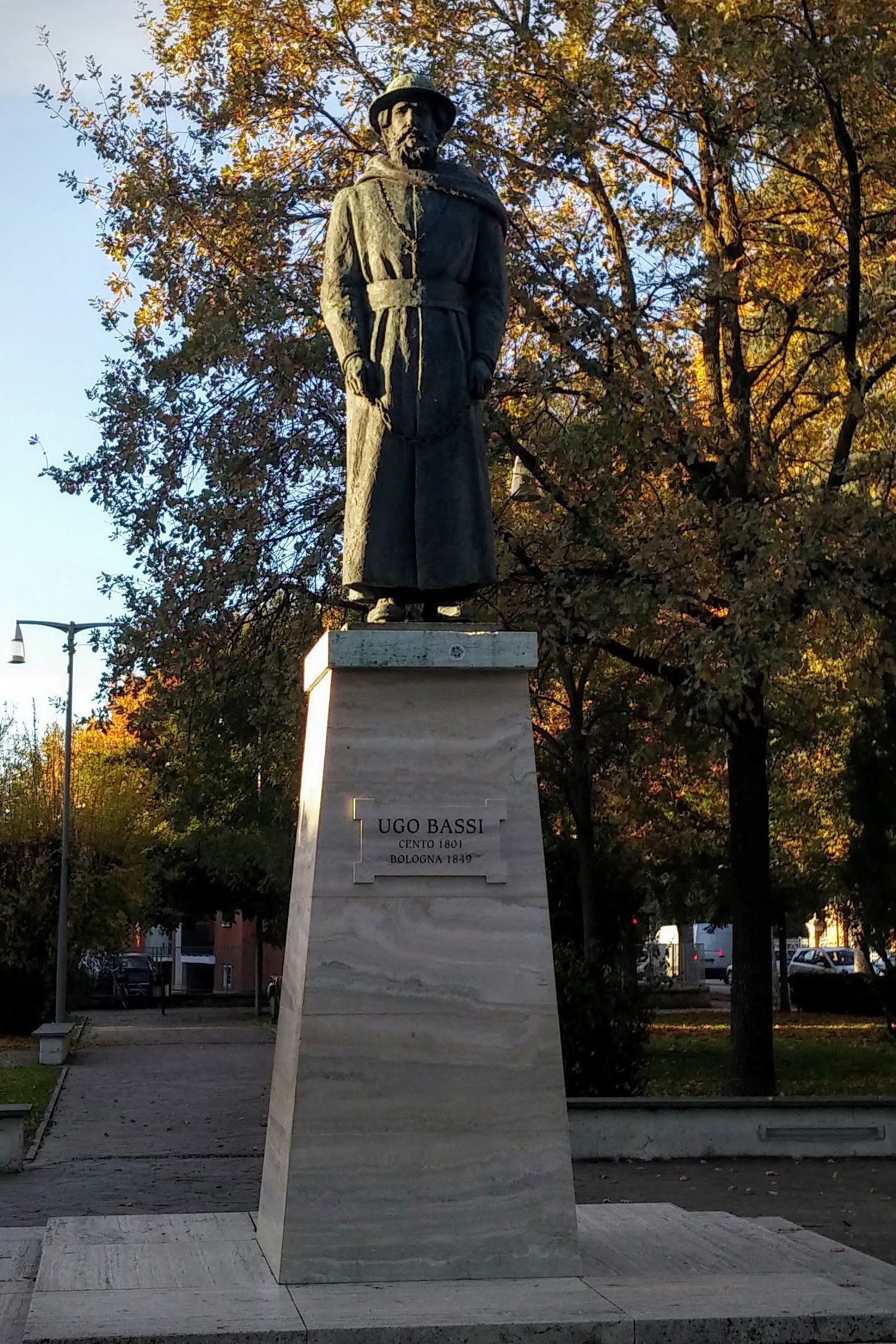
Statua di Ugo Bassi nella sua città natale Cento

- Firenze gli ha dedicato un viale alberato nel quartiere di Campo di Marte.
- Milano gli ha dedicato una via nel quartiere Isola.
- Monza gli ha dedicato una via nel quartiere San Fruttuoso.
- La Spezia gli ha dedicato una via centrale nei pressi del municipio e della cattedrale.
- Lavagna (Italia) gli ha dedicato un vicolo del centro storico nei pressi del Palazzo Comunale.
- Bassi inoltre è uno dei protagonisti del film sugli avvenimenti della Repubblica Romana In nome del popolo sovrano di Luigi Magni, in cui è interpretato dall'attore francese Jacques Perrin.
- È stato citato nella canzone "Golfo mistico" di Stefano Bellotti nell'album Fuori i secondi.
- È esistito anche un quotidiano intitolato con il suo nome: «L'Ugo Bassi»[10], che uscì a Roma nel 1871.
- Treviso, città in cui fu ferito, gli ha dedicato una via nel quartiere di Santa Maria del Rovere.
- È esistito un piroscafo da carico della Società Anonima di Navigazione Tirrenia col suo nome (ex Duna), affondato dal sommergibile britannico Severn nel 1941 nel Golfo di Orosei in Sardegna.[senza fonte]